# Uładzimir Żurawiel
Uładzimir Iwanawicz Żurawiel (biał.: Уладзімір Іванавіч Журавель; ur. 9 czerwca 1971 w Semipałatyńsku, zm. 18 listopada 2018) – białoruski piłkarz występujący na pozycji pomocnika. Trener piłkarski.

## Kariera klubowa
Żurawiel karierę rozpoczynał w 1990 roku w zespole Dynama Mińsk, grającym w pierwszej lidze ZSRR. W 1992 roku rozpoczął z nim starty w pierwszej lidze białoruskiej. Wraz z zespołem pięciokrotnie zdobył mistrzostwo Białorusi (1992, 1992–93, 1993–94, 1994–95, 1995), a także dwukrotnie Puchar Białorusi (1992, 1994).
W 1996 roku Żurawiel został zawodnikiem izraelskiego Hapoelu Jerozolima. W tym samym roku wrócił jednak do Dynama, z którym w 1997 roku wywalczył kolejne mistrzostwo Białorusi. W 1998 roku przeszedł do rosyjskiej Żemczużyny Soczi, występującej w pierwszej lidze. Spędził tam dwa sezony, po czym w 2000 roku odszedł do drugoligowego Kristałłu Smoleńsk. Grał tam do 2002 roku.
Następnie Żurawiel ponownie występował w pierwszej lidze białoruskiej – w drużynach Daryda-HDŻ Miński rejon oraz Tarpieda Żodzino. W 2004 roku zakończył karierę.

## Kariera reprezentacyjna
W reprezentacji Białorusi Żurawiel zadebiutował 20 lipca 1992 w zremisowanym 1:1 towarzyskim meczu z Litwą. W latach 1992–1997 w drużynie narodowej rozegrał 12 spotkań.